# Rosario Crocetta
Rosario Crocetta (Gela, 8 febbraio 1951) è un ex politico italiano, presidente della Regione Siciliana dal 2012 al 2017.
Dal 2009 al 2012 è stato deputato al Parlamento europeo (MEP).
È stato inoltre sindaco di Gela dal 2003 al 2009.
Dal 2013 al 2017 è stato anche membro del Comitato delle regioni.

## Biografia
Figlio di un impiegato all'acquedotto e di una sarta, è fratello minore dell'ex senatore del PCI Salvatore Crocetta. Dopo aver conseguito il diploma ha lavorato con l'Eni a Gela. Ha collaborato dapprima con L'Unità, poi con il manifesto ed infine con Liberazione; nel 1987 ha pubblicato la raccolta di poesie Diario di una giostra. Si dichiara omosessuale.
Oltre all'italiano, Crocetta parla anche altre tre lingue: l'arabo, l'inglese e il francese.
Ha aderito prima al Partito Comunista Italiano e poi a Rifondazione Comunista, con cui è stato assessore alla cultura del comune di Gela dal 1996 al 1998. In quell'anno è stato eletto consigliere comunale con la Federazione dei Verdi. Diviene consulente dell'assessore regionale ai beni culturali del PdCI Salvatore Morinello nella giunta del DS Angelo Capodicasa, fino al 2000, (si è impegnato tra l'altro nell'elaborazione di progetti culturali condivisi tra i Paesi del Mediterraneo) e iscrivendosi al Partito dei Comunisti Italiani.

### Sindaco di Gela
Assessore comunale alla Pubblica Istruzione dal 2000 al 2001, nel maggio del 2002 si candida a sindaco della sua città per l'alleanza di centrosinistra. In un primo momento risulta eletto il candidato del centrodestra Giovanni Scaglione, con un margine esiguo, 197 voti in più rispetto al candidato dell'Ulivo. In seguito Crocetta farà ricorso e nel 2003 il giudice del TAR della Sicilia farà effettuare un nuovo spoglio nel quale risultano 307 voti di vantaggio a favore di Crocetta e lo proclamerà primo cittadino, accertando la presenza di irregolarità e illeciti nella tornata elettorale cittadina, e garantendo così la volontà dei cittadini gelesi. In un'intercettazione telefonica è emerso che un boss mafioso intimava a un presidente di seggio di «far il possibile pur di non far vincere il "comunista finocchio"».
In campagna elettorale e durante l'intero mandato si è fatto portavoce della necessità di combattere Cosa Nostra, autodefinendosi "sindaco antimafia". Tra le sue iniziative antimafia lo svolgimento delle gare per l'appalto delle opere pubbliche alla presenza dei Carabinieri ed il licenziamento di impiegati comunali vicini alla mafia.
Al termine dei cinque anni di mandato, si ricandida nella carica di primo cittadino e viene riconfermato in occasione delle elezioni amministrative del 2007, in cui vince al primo turno con il 64,8% dei consensi.
Nella campagna per le elezioni regionali in Sicilia del 2008 è proposto come assessore ai lavori pubblici dalla candidata presidente del centrosinistra Anna Finocchiaro, che tuttavia non viene eletta.
Il 1º ottobre 2008 aderisce al Partito Democratico.

### Gli attentati sventati
Nel 2003 fu sventato un agguato della Stidda che aveva assoldato un killer venuto dalla Lituania, Minius Marius Denisenko, per uccidere il primo cittadino gelese durante la processione dell'Immacolata dell'8 dicembre. Da quel momento gli viene assegnata la scorta: è costretto a spostarsi su un'auto blindata mentre quattro uomini lo sorvegliano giorno e notte.
L'8 febbraio 2008 viene reso pubblico l'esito di una indagine dei magistrati di Caltanissetta e si scopre che Rosario Crocetta è il bersaglio di un progetto di attentato da parte della mafia. Da questo momento, Crocetta avrà raddoppiata la propria scorta (gli agenti che lo proteggono passano da tre a sei, lo stesso numero di coloro che difendono le più alte cariche dello Stato).
Nel gennaio del 2010 la Direzione Distrettuale Antimafia sventa un piano di Cosa Nostra per uccidere Rosario Crocetta ed arresta 5 affiliati al clan mafioso Emmanuello di Gela.

### Parlamentare europeo
Alle elezioni europee del 2009 è candidato nella circoscrizione Italia insulare nella lista del Partito Democratico e con 150.091 preferenze risulta eletto al Parlamento europeo assieme ad un altro simbolo dell'antimafia come Rita Borsellino e si dimette, quindi, da sindaco di Gela dopo due anni dalla riconferma.
Il 18 aprile 2012 diviene vicepresidente della Commissione speciale antimafia (Crim) dell'Unione europea.
Il 16 dicembre 2012 si dimette da parlamentare europeo.

### Presidente della Regione Siciliana
Nell'agosto 2012 viene ufficializzata la sua candidatura a Presidente della Regione Siciliana per le elezioni regionali in Sicilia del 2012. I partiti che sostengono Crocetta sono il PD, l'UdC, l'ApI e il PSI.
Il 28 ottobre viene eletto Presidente della Regione Siciliana con il 30,48% dei voti. La sua coalizione non ottiene però la maggioranza assoluta in assemblea regionale, arrivando a 39 seggi su 90.
Crocetta entra in carica il 10 novembre successivo, divenendo il secondo capo di un governo regionale dichiaratamente membro della comunità LGBT nella storia d'Italia, dopo il pugliese Nichi Vendola, e strappando il governo della Sicilia alla coalizione di centro-destra dopo 12 anni.
All'atto dell'insediamento, Crocetta annuncia una politica di rigore per i conti della Regione Siciliana
In seguito al risultato della lista elettorale "Crocetta presidente" alle elezioni regionali, che ottiene il 6,17 % di voti e 5 parlamentari all'ARS, decide di trasformare la sua lista in un partito autonomo, che viene presentato il 22 novembre 2012 e ribattezzato "Il Megafono - Lista Crocetta", mantenendo come simbolo il disegno di un megafono che compariva già nel logo della lista elettorale.

#### Primi provvedimenti
Tra i primi provvedimenti ci sono l'annuncio della chiusura di 13 società regionali, il licenziamento di 21 giornalisti nominati dai precedenti Presidenti, il taglio degli stipendi dei dirigenti regionali e una drastica riduzione dei consulenti esterni.

##### Lotta alla mafia e alla corruzione
Sul piano del contrasto alla mafia e alla corruzione, Crocetta e la sua giunta hanno ottenuto la costituzione di parte civile della Regione Siciliana nel processo sulla trattativa Stato-mafia in corso a Palermo.
Ha poi disposto la rotazione di molti dirigenti ed impiegati pubblici in vari assessorati.

##### Taglio agli sprechi
Il 3 marzo 2013 annuncia l'intenzione di abolire le province della Sicilia e sostituirle con consorzi tra comuni. Il 19 marzo seguente, la relativa norma passa all'Assemblea regionale siciliana con 53 voti a favore, 28 contrari e un astenuto, ma non ha ancora trovato attuazione. Vengono anche ridotte drasticamente le auto di rappresentanza.
Di converso però ha approvato una delibera che aumenta da 3 a 18 i dipendenti della Regione assegnati alla sede estera di Bruxelles.

##### Sviluppo economico
In data 28 febbraio 2013 Crocetta, i ministri Fabrizio Barca e Corrado Passera, l'amministratore delegato di FS Mauro Moretti e l'amministratore delegato RFI Michele Mario Elia hanno firmato un contratto per la realizzazione della direttrice Messina-Catania-Palermo con lo scopo di ridurre i tempi di percorrenza ferroviaria.
Nel giugno 2013 il presidente sigla alcuni accordi con Tunisair e Ryanair per avviare il funzionamento dell'Aeroporto di Comiso.

#### Altri provvedimenti
Le deleghe assessorali a Franco Battiato e a Antonino Zichichi sono state ritirate il 27 marzo 2013, nel primo caso per alcune frasi pronunciate a Bruxelles considerate lesive delle istituzioni (il cantautore aveva definito il parlamento come "un troiaio"), nel secondo caso per le molte assenze. Al loro posto Crocetta ha nominato, rispettivamente, Michela Stancheris (già sua segretaria) al Turismo, sport e spettacolo e l'archeologa Maria Rita Sgarlata ai Beni culturali e identità siciliana.
Nel giugno 2013 l'Ordine dei giornalisti e l'Assostampa Sicilia annunciano che presenteranno nei suoi confronti esposti alla Procura e alla Presidenza della Repubblica e del Consiglio dei Ministri per violazione della legge sulla stampa e esercizio abusivo della professione.

#### Le giunte e i 59 assessori
Crocetta ha assunto l'incarico di presidente della Regione Siciliana il 10 novembre 2012. L'articolo 9 dello Statuto speciale siciliano dal 2001 dà al presidente della Regione il potere di nominare e revocare gli assessori da preporre ai singoli rami dell'Amministrazione regionale. Quello di Crocetta è il 58º Governo della Regione siciliana con Lucia Borsellino, figlia di Paolo, primo assessore a essere nominato il 12 novembre 2012, all'assessorato della Salute. Gli altri 11 assessori vengono nominati tra il 19 e il 29 novembre. Intanto il 28 novembre, dopo appena cinque giorni dalla sua nomina, Francesca Basilico D'Amelio viene sostituita all'Economia da Luca Bianchi. Il 30 il nuovo governo si riunisce per la prima volta. Tra gli assessori il professore Antonino Zichichi ai Beni Culturali, il pm della DDA Nicolò Marino all'Energia e Servizi pubblici e il cantautore Franco Battiato al Turismo-sport e spettacolo.
Il 27 marzo 2013 vengono revocati Antonio Zichichi e Franco Battiato. Il 3 aprile vengono sostituiti rispettivamente da Mariarita Sgarlata e Michela Stancheris.
Il 23 settembre 2013 la direzione regionale del PD, su proposta del suo segretario Giuseppe Lupo, delibera l'uscita dei democratici dal governo Crocetta, invitando i suoi assessori a dimettersi chiedendo un rimpasto di governo e criticando le scelte del governatore che escluderebbero la collegialità della coalizione. Senza il sostegno del PD Crocetta non ha più la maggioranza all'Ars. La crisi si fa più forte quando i 4 assessori tecnici di area PD (Bianchi, Bartolotta, Lo Bello e Scilabra) rifiutando di dimettersi e difendendo il loro lavoro in Giunta, vengono espulsi dal PD insieme al Presidente. Tuttavia dopo pochi giorni la crisi rientra. In un incontro tra il Presidente Crocetta e il Segretario Lupo si stabilisce di agire con maggiore condivisioni nelle scelte con il Partito Democratico e per sancire ciò il Governatore abbandona il gruppo all'ARS de Il Megafono per aderire al gruppo del PD.
Il 25 marzo 2014 Luca Bianchi dà le dimissioni che Crocetta accetta due giorni dopo.
Tra il 14 e il 16 aprile 2014 Crocetta opera il suo primo ampio rimpasto di governo. Il 14 aprile 5 assessori vengono confermati e 5 sostituiti. Il 16 aprile è nominata una nuova assessora, mentre un'altra cambia Assessorato.
Il 13 settembre 2014 scoppia il "caso Sgarlata" e si apre un nuovo fronte polemico con il PD siciliano guidato dal "cuperliano" Fausto Raciti. Il 15 settembre la Sgarlata si dimette e due giorni dopo è sostituita all'Assessorato regionale del territorio e dell'ambiente da Piergiorgio Gerratana.
Dopo un incontro nella sede romana dei democratici con il segretario regionale Fausto Raciti, il vice di Matteo Renzi, Lorenzo Guerini, e i deputati Davide Faraone e Giuseppe Lupo, Crocetta il 22 ottobre azzera la Giunta assumendo temporaneamente tutte funzioni assessoriali.
Il secondo rimpasto inizia il 3 novembre quando vengono nominati due nuovi assessori, una viene confermata e un'altra viene richiamata. Il 4 novembre la terza giunta Crocetta è completata con altre sette nuove nomine.
Il 31 dicembre Marcella Castronovo si dimette da assessore della funzione pubblica.
Il 7 gennaio 2015 Crocetta accoglie le dimissioni e il 21 gennaio nomina Ettore Leotta all'Assessorato regionale delle autonomie locali e della funzione pubblica. Questi si dimette il successivo 23 giugno. Il 25 Crocetta accoglie le dimissioni e nomina contestualmente Giovanni Pistorio nuovo assessore.
Il giorno dopo, 26 giugno, è Nino Caleca a dimettersi. Sarà sostituito il 27 da Rosaria Barresi.
Il 2 luglio, dopo una riflessione di due giorni, si dimette Lucia Borsellino e Crocetta nell'accettare le dimissioni assume le funzioni di assessore della salute ad interim. Il 16 luglio l'Assessorato della salute è affidato al deputato regionale PD Baldo Gucciardi.
Il 21 luglio Linda Vancheri lascia la guida dell'Assessorato regionale delle attività produttive e il 24 Crocetta ne assume l'interim. Il 1º ottobre l'Assessorato sarà affidato a Maria Lo Bello, già Assessore regionale per l'istruzione e la formazione professionale.
Il 27 ottobre Crocetta revoca nove assessori su 12. Si va così verso la formazione della quarta giunta in tre anni. Questa vedrà la luce il 4 novembre. Crocetta mantiene l'interim delle autonomie locali e della funzione pubblica per la rinuncia di Antonio Fiumefreddo.
Al 5 novembre 2015 le persone che si sono sedute nel governo regionale Crocetta sono state 41, ma gli assessori nominati (tra conferme e rotazioni) è pari a 55. In media un assessore designato ogni 19 giorni. Il 17 novembre nomina il suo 56º assessore: Luisa Lantieri alla funzione pubblica.
Il 14 marzo 2017 è la volta di un nuovo assessore alla Famiglia,  Carmencita Mangano. Il 22 giugno 2017 nomina un nuovo assessore, il 58°, alle infrastrutture: Luigi Bosco.
Il 14 settembre 2017 è la volta del 59° assessore, nominato per soli 52 giorni: Aurora Notarianni ai beni culturali.

#### Mozioni di sfiducia
Il 29 ottobre 2013, il Parlamento siciliano vota la mozione di sfiducia presentata dal Movimento 5 Stelle con le minime 18 firme (il gruppo M5S all'Ars conta 14 deputati a cui si sono aggiunti 4 di centrodestra). Il testo viene appoggiato anche da tutta l'opposizione di centrodestra nonostante le critiche del Pds-Mpa. Tuttavia nonostante ottenga più voti rispetto alle firme di presentazione il testo è respinto con 31 si e 46 no. A favore Movimento 5 Stelle, Popolo della Libertà, Partito dei Siciliani-MPA, Grande Sud, Cantiere Popolare-PID, Lista Musumeci. Contro PD, Unione di Centro, Articolo 4, Democratici e Riformisti per la Sicilia, Il Megafono, Gruppo misto a cui sono aggiunti diversi dissidenti di area centrodestra che invece hanno votato contro facendo toccare ai contrari la maggioranza assoluta.
Il 13 ottobre 2014 le opposizioni di centrodestra e il movimento 5 Stelle presentano all'ARS una nuova mozione di sfiducia nei confronti di Crocetta che conta 40 firme. Il 31 ottobre 2014 si discute la mozione ma questa viene respinta con 37 voti a favore e 44 contrari. A favore Movimento 5 Stelle, Forza Italia, Nuovo Centro Destra, Partito dei Siciliani-MPA, Grande Sud-PID-Cantiere Popolare, Lista Musumeci mentre contro Partito Democratico, Unione di Centro, Articolo 4, Democratici e Riformisti per la Sicilia, Sicilia Democratica, Il Megafono-Lista Crocetta.
Il 15 dicembre 2015 l'Assemblea Regionale Siciliana respinge una nuova mozione di sfiducia con 28 voti favorevoli, 50 contrari e 2 astenuti. A favore Movimento 5 Stelle, Forza Italia, Grande Sud-PID-Cantiere Popolare e Lista Musumeci; contrari Patito Democratico, Unione di Centro, Nuovo Centro Destra, Patto dei Democratici per le Riforme-Sicilia Futura, Sicilia Democratica. Si astiene il Partito dei Siciliani-MPA.

#### Presunte intercettazioni pubblicate dall'Espresso
Nel luglio 2015 l'Espresso pubblica un articolo in cui si menziona una supposta intercettazione telefonica (risalente al 2013) tra Crocetta e Matteo Tutino il quale, parlando dell'allora assessore alla sanità Lucia Borsellino, avrebbe affermato: «Quella dobbiamo farla fuori come suo padre» mentre Crocetta avrebbe ascoltato e taciuto. Tutino, medico personale di Crocetta e suo collaboratore e confidente, il giugno 2015 era stato arrestato con l’accusa di falso, abuso d’ufficio, truffa e peculato: in conseguenza di ciò Lucia Borsellino aveva presentato ufficialmente le sue dimissioni.
Dopo la pubblicazione dell'articolo, seguirono reazione negative da parte di politici di tutti gli schieramenti e molti chiesero le dimissioni di Crocetta, anche tra i suoi alleati del PD. Renzi e Mattarella fecero sapere di aver telefonato a Borsellino per esprimerle solidarietà, mentre la famiglia del giudice assassinato disse che Crocetta era persona non grata alle cerimonie del 19 Luglio. Tuttavia, il giorno stesso la procura di Palermo smentì in maniera categorica l’esistenza dell’intercettazione nelle proprie documentazioni giudiziarie.
Nell'aprile 2018 il giudice civile del Tribunale di Palermo condannò l’ex direttore dell’Espresso, Luigi Vicinanza, e i giornalisti Piero Messina e Maurizio Zoppi a risarcire 57000 euro a Crocetta per sei articoli pubblicati tra il 16 e il 31 luglio del 2015.

### Elezioni politiche del 2013
Alle elezioni politiche italiane del 24 e 25 febbraio 2013 presenta la lista Il Megafono - Lista Crocetta, al Senato in Sicilia a sostegno di Pier Luigi Bersani, che ottiene il 6,1 % eleggendo il senatore Giuseppe Lumia.

### Elezioni regionali siciliane del 2017
Nel febbraio 2017 Crocetta costituisce un'associazione chiamata "#Riparte Sicilia", per "andare oltre il Megafono".
Il 19 luglio 2017 Crocetta annuncia la sua ricandidatura alla presidenza alle prossime elezioni di novembre, con la lista Il Megafono, senza il sostegno del Partito Democratico. Dopo la decisione del PD di non sostenerlo e di candidare il rettore dell'università di Palermo Fabrizio Micari, il 3 settembre 2017 Crocetta fa un passo indietro, rinunciando a correre per un secondo mandato e decidendo di sostenere Micari con la sua lista.
Decide comunque di candidarsi all'ARS, nel collegio provinciale di Messina, come capolista di "Arcipelago Sicilia-Micari Presidente", lista civica a sostegno del candidato presidente Fabrizio Micari. In un secondo momento tuttavia la stessa lista viene esclusa dalla competizione elettorale proprio in quel collegio, a causa di un ritardo nella presentazione all'ufficio elettorale, di conseguenza lo stesso Crocetta è escluso dalla competizione. Anche il ricorso presentato viene respinto.
Termina il suo mandato il 18 novembre 2017, giorno in cui gli subentra Nello Musumeci, vincitore delle elezioni con il centro-destra, che ritorna quindi alla guida della regione siciliana.
Non viene candidato a sorpresa dal PD per le elezioni politiche del marzo 2018.

### Dopo la politica
Dal dicembre 2018 è iscritto all'anagrafe degli italiani residenti all'estero (AIRE), essendosi trasferito in Tunisia, a Hiboun, nella regione di Mahdia. Da lì segue i procedimenti giudiziari in cui è coinvolto,  presso i tribunali di Palermo e di Caltanissetta.

## Procedimenti giudiziari
Il 18 aprile 2014 è indagato dalla procura della Corte dei Conti insieme al commissario della società regionale Sicilia e-servizi Antonio Ingroia, per un danno erariale da oltre 2,2 milioni di euro per i 74 dipendenti transitati dall'ex socio privato nella S.p.A. regionale.
Il 23 settembre 2014 è stato rinviato a giudizio dal Gup del tribunale di Palermo, su richiesta della procura, per diffamazione nei confronti del presidente della commissione regionale antimafia Nello Musumeci.
Il 16 febbraio 2016 viene indagato dalla procura di Siracusa, insieme a quattro dirigenti regionali, per "omissione di atti d'ufficio, danneggiamento del patrimonio archeologico, storico e artistico e omissione di lavori in edifici che minacciano rovina" (il Castello Svevo di Augusta).
Il 19 maggio 2017 viene indagato per concorso in corruzione dalla procura di Palermo, insieme ad altri politici, tra cui il sottosegretario al Ministero delle infrastrutture e dei trasporti Simona Vicari, nell'ambito dell'inchiesta che ha portato agli arresti di Girolamo Fazio, deputato regionale siciliano ed ex sindaco di Trapani ed Ettore Morace, armatore e presidente della Liberty Lines.
Nel maggio 2018 è indagato dalla procura di Catania, che ipotizza il reato di abuso d'ufficio per avere autorizzato il conferimento in alcune discariche, nel corso dell'emergenza rifiuti del 2016.
Il 15 maggio 2018 riceve un avviso di garanzia dalla procura di Caltanissetta perché indagato per associazione a delinquere finalizzata alla corruzione e per finanziamento illecito ai partiti, nell'ambito dell'inchiesta "Double face", che ha portato all'arresto dell'ex vicepresidente di Confindustria Antonello Montante e diversi esponenti delle forze dell'ordine.
Il 25 maggio 2018 è condannato per diffamazione dal Tribunale civile di Palermo a risarcire con 15.000 euro ciascuno due giornalisti dell'ufficio stampa della Regione, licenziati nel dicembre 2012.
Il 22 marzo 2019 è condannato dalla Corte dei conti di Palermo a rimborsare 738.000 euro alla Regione in una vicenda riguardante i fondi alla formazione professionale.
Il 19 novembre 2019 è rinviato a giudizio per corruzione, dal Gup del tribunale di Palermo nell'ambito dell'inchiesta Liberty Lines.
Il 21 aprile 2020, a seguito di un pignoramento, il Tribunale di Gela assegna parte degli emolumenti percepiti dall'ex Presidente della Regione, tra cui il vitalizio erogato dall'Assemblea regionale siciliana, ai due giornalisti che secondo la sentenza del Tribunale di Palermo del 25 maggio 2018 erano stati diffamati. Il pignoramento si era reso necessario perché Crocetta aveva deciso di non aver adempiere spontaneamente al pagamento delle somme liquidate nella sentenza.
Il 6 luglio 2020 viene condannato dalla Corte dei Conti a risarcire il danno erariale causato con l'illegittima riconferma nel ruolo di Segretario generale della Regione all'esterna Patrizia Monterosso.
Il 31 marzo 2021, viene nuovamente condannato per diffamazione dal Tribunale civile di Palermo, a risarcire altri due giornalisti dell'Ufficio stampa della Regione Siciliana con 15.000,00 euro ciascuno.
Il 2 aprile 2022 è stato rinviato a giudizio dal Tribunale di Caltanissetta nell'ambito della cosiddetta inchiesta Montante bis con le imputazioni di associazione a delinquere, corruzione, abuso d’ufficio e finanziamento illecito ai partiti.

## Pubblicazioni
- Diario di una giostra, prefazione di Adele Cambria, testi scelti da Dario Bellezza, Roma, Ianua, 1987.
- Io ci credo. Gela città della legalità, in collaborazione con Sergio Nigrelli, Firenze, Diple, 2006, ISBN 88-88082-50-6.
- E io non ci sto. Dalla Sicilia che vorrei all'Italia che verrà, prefazione di Pietro Grasso, a cura di Sergio Nigrelli, Milano, Longanesi, 2013, ISBN 978-88-304-3658-9.